# Gentiana terglouensis
Gentiana terglouensis là một loài thực vật có hoa trong họ Long đởm. Loài này được Hacq. mô tả khoa học đầu tiên năm 1782.